# یورگ اشپنگلر
یورگ اشپنگلر (آلمانی: Jörg Spengler; ۲۳ دسامبر ۱۹۳۸ – ۲۶ نوامبر ۲۰۱۳) قایقران قایق بادبانی اهل آلمان بود.